# World Hockey Association 1973/1974
World Hockey Association 1973/1974 var den andra säsongen av World Hockey Association (WHA). Tolv lag spelade 78 matcher var följt av slutspel om Avco World Trophy. 
Philadelphia Blazers flyttade till Vancouver i Kanada och bytte namn till Vancouver Blazers. De flyttade till Western Division och Chicago Cougars till Eastern Division. New York Raiders bytte namn till New York Golden Blades och flyttade sedan till Cherry Hill, New Jersey, för att sedan byta namn till New Jersey Knights efter bara 24 matcher. Ottawa Nationals flyttade till Toronto och blev Toronto Toros.

## Grundserien

### Slutställning
Källa: Slutställning grundserien
Not: SM = Spelade matcher, V = Vinster, F = Förluster, O = Oavgjorda, GM = Gjorda mål, IM = Insläppta mål, PIM = Utvisningsminuter, Pts = Poäng
Lag i fetstil vidare till slutspel.
|                               | SM | V  | F  | O | GM  | IM  | PIM  | Pts |
| ----------------------------- | -- | -- | -- | - | --- | --- | ---- | --- |
| New England Whalers           | 78 | 43 | 31 | 4 | 291 | 260 | 875  | 90  |
| Toronto Toros                 | 78 | 41 | 33 | 4 | 304 | 272 | 871  | 86  |
| Cleveland Crusaders           | 78 | 37 | 32 | 9 | 266 | 264 | 1007 | 83  |
| Chicago Cougars               | 78 | 38 | 35 | 5 | 271 | 273 | 1041 | 81  |
| Quebec Nordiques              | 78 | 38 | 36 | 4 | 306 | 280 | 909  | 80  |
| NY Golden Blades / NJ Knights | 78 | 32 | 42 | 4 | 268 | 313 | 933  | 68  |

|                           | SM | V  | F  | O | GM  | IM  | PIM  | Pts |
| ------------------------- | -- | -- | -- | - | --- | --- | ---- | --- |
| Houston Aeros             | 78 | 48 | 25 | 5 | 318 | 219 | 1038 | 101 |
| Minnesota Fighting Saints | 78 | 44 | 32 | 2 | 332 | 275 | 1243 | 90  |
| Edmonton Oilers           | 78 | 38 | 37 | 3 | 268 | 269 | 1273 | 79  |
| Winnipeg Jets             | 78 | 34 | 39 | 5 | 264 | 296 | 673  | 73  |
| Vancouver Blazers         | 78 | 27 | 50 | 1 | 278 | 345 | 1047 | 55  |
| Los Angeles Sharks        | 78 | 25 | 53 | 0 | 239 | 339 | 1086 | 50  |

## Slutspelet

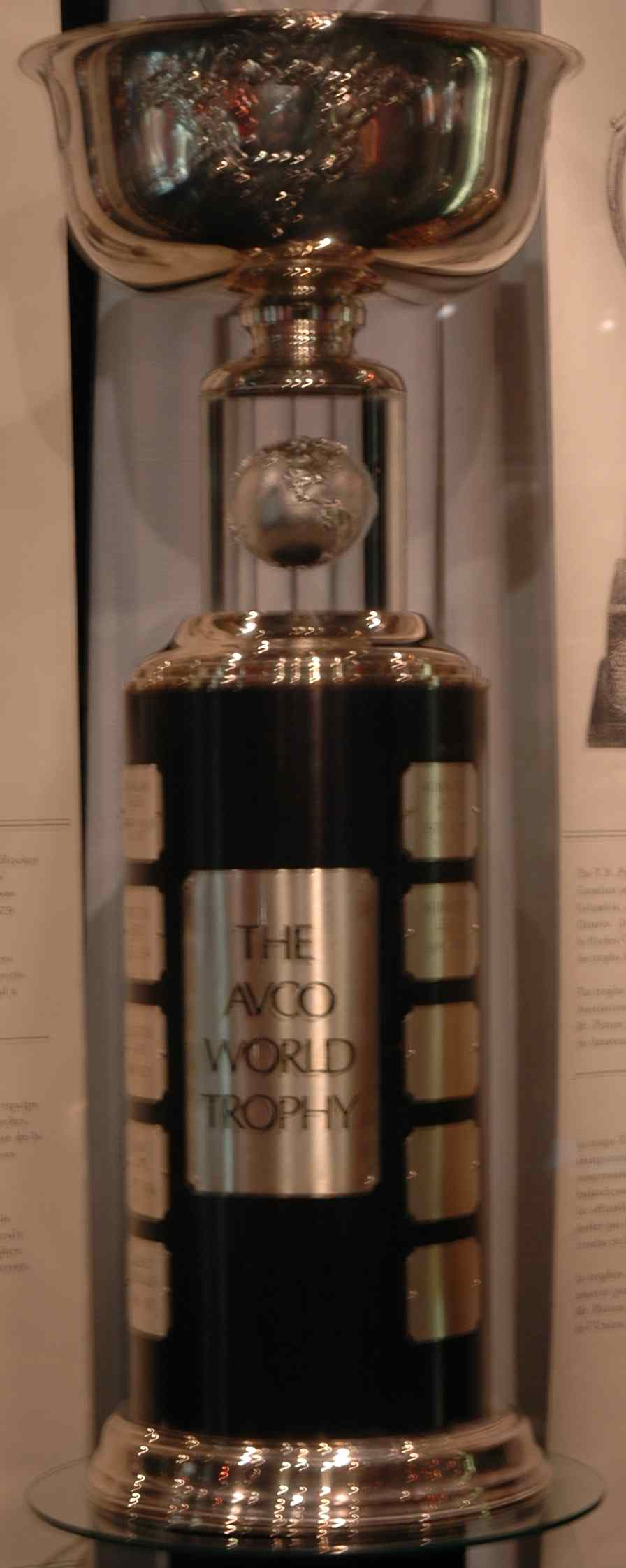
Avco World Trophy

Åtta lag gör upp om Avco World Trophy. Samtliga matchserier avgörs i bäst av sju matcher.
|  | Kvartsfinaler    | Kvartsfinaler       | Kvartsfinaler |                 |    | Semifinaler     | Semifinaler | Semifinaler |  |  | Final | Final | Final |  |
|  |                  |                     |               |                 |    |                 |             |             |  |  |       |       |       |  |
|  | E1               | New England         | 3             |                 |    |                 |             |             |  |  |       |       |       |  |
|  | E1               | New England         | 3             |                 |    |                 |             |             |  |  |       |       |       |  |
|  | E4               | Chicago Cougars     | 4             |                 |    |                 |             |             |  |  |       |       |       |  |
|  | E4               | Chicago Cougars     | 4             |                 | E2 | Toronto Toros   | 3           |             |  |  |       |       |       |  |
|  | Eastern Division |                     |               |                 | E2 | Toronto Toros   | 3           |             |  |  |       |       |       |  |
|  |                  |                     | E4            | Chicago Cougars | 4  |                 |             |             |  |  |       |       |       |  |
|  | E2               | Toronto Toros       | E4            | Chicago Cougars | 4  | 4               |             |             |  |  |       |       |       |  |
|  | E2               | Toronto Toros       |               |                 |    |                 |             |             |  |  |       |       |       |  |
|  | E3               | Cleveland Crusaders | 1             |                 |    |                 |             |             |  |  |       |       |       |  |
|  | E3               | Cleveland Crusaders | 1             |                 | E4 | Chicago Cougars | 0           |             |  |  |       |       |       |  |
|  |                  |                     |               |                 |    |                 |             |             |  |  |       |       |       |  |
|  |                  |                     | W1            | Houston Aeros   | 4  |                 |             |             |  |  |       |       |       |  |
|  | W1               | Houston Aeros       | W1            | Houston Aeros   | 4  | 4               |             |             |  |  |       |       |       |  |
|  | W1               | Houston Aeros       |               |                 |    |                 |             |             |  |  |       |       |       |  |
|  | W4               | Winnipeg Jets       | 0             |                 |    |                 |             |             |  |  |       |       |       |  |
|  | W4               | Winnipeg Jets       | 0             |                 | W1 | Houston Aeros   | 4           |             |  |  |       |       |       |  |
|  | Western Division |                     |               |                 | W1 | Houston Aeros   | 4           |             |  |  |       |       |       |  |
|  |                  |                     | W2            | Minnesota       | 2  |                 |             |             |  |  |       |       |       |  |
|  | W2               | Minnesota           | W2            | Minnesota       | 2  | 4               |             |             |  |  |       |       |       |  |
|  | W2               | Minnesota           |               |                 |    |                 |             |             |  |  |       |       |       |  |
|  | W3               | Edmonton Oilers     | 1             |                 |    |                 |             |             |  |  |       |       |       |  |

## WHA awards
| 1973–1974 WHA awards                      | 1973–1974 WHA awards                    |
| ----------------------------------------- | --------------------------------------- |
| Avco World Trophy                         | Houston Aeros                           |
| Ben Hatskin Trophy                        | Don McLeod (Houston Aeros)              |
| Bill Hunter Trophy                        | Mike Walton (Minnesota Fighting Saints) |
| Dennis A. Murphy Trophy                   | Pat Stapleton (Chicago Cougars)         |
| Gary L. Davidson Award/Gordie Howe Trophy | Gordie Howe (Houston Aeros)             |
| Howard Baldwin Trophy                     | Billy Harris (Toronto Toros)            |
| Lou Kaplan Trophy                         | Mark Howe (Houston Aeros)               |
| Paul Deneau Trophy                        | Ralph Backstrom (Chicago Cougars)       |